# Rudolf Kinský
Rudolf Josef kníže Kinský z Vchynic a Tetova (německy Rudolf Joseph Fürst Kinsky von Wchynitz und Tettau, 30. března 1802 Praha – 27. ledna 1836 Linec) byl český šlechtic, 6. kníže Kinský, vlastenec, voják a rakouský diplomat.

## Životopis

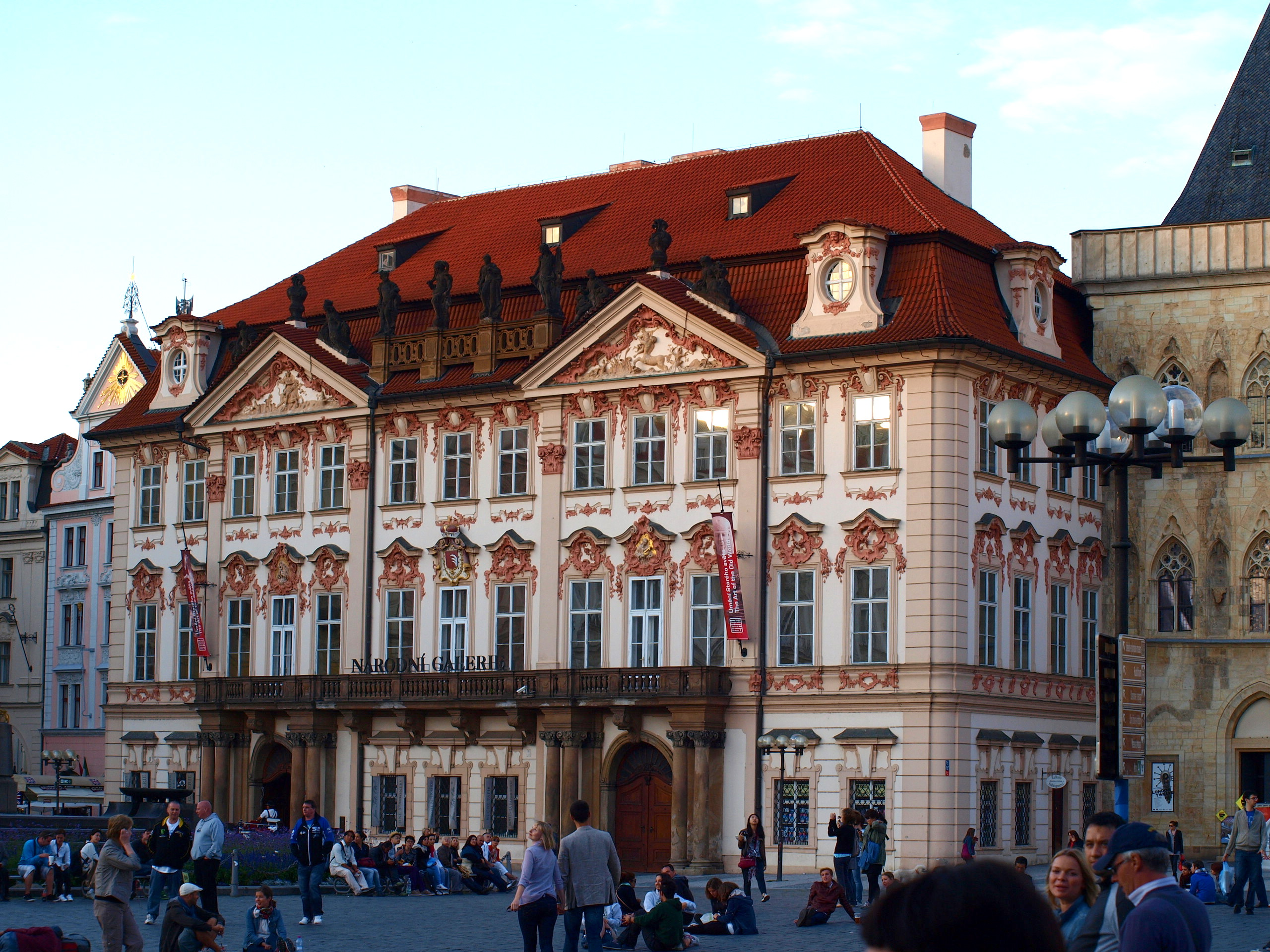
Staroměstský palác Kinských v Praze

Rudolf Josef Antonín Ferdinand František Linhart Vilém Quido hrabě Kinský z Vchynic a Tetova se narodil v Praze 30. března 1802 v paláci Kinských čp. 605/I na Staroměstském náměstí jako starší ze dvou synů později tragicky zesnulého knížete Ferdinanda Jana Kinského (1781–1812) a jeho manželky Karolíny Marie, svobodné paní z Kerpenu, která byla dvorní dámou arcivévodkyně Žofie (matky budoucího císaře Františka Josefa I.). V deseti letech osiřel. 
Byl českým vlastencem, matka jej dala naučit česky z podnětu Josefa Dobrovského, jeho učitelem byl Václav Hanka. S obrozeneckým nadšením pomáhal již v mládí založit Matici českou a pravidelně přispíval na vydávání jejích knih. Od roku 1824 podporoval Společnost vlastenského museum v Čechách, předchůdce dnešního Národního muzea. Jako teritoriální vlastenec nechal zpřístupnit pro veřejnost skalní svět v Českém Švýcarsku okolo Jetřichovic. Proto je po něm pojmenován i Rudolfův kámen.
Po sňatku s hraběnkou Vilemínou Alžbětou z Colloredo-Mansfeldu dne 12. května 1825 v Praze sídlila mladá rodina především v rodové paláci na Staroměstském náměstí. Poté, co pominuly důsledky krize z období napoleonských válek a státního bankrotu z roku 1811, hospodářská situace se stabilizovala a šlechtické velkostatky začaly opět prosperovat. Ve třicátých letech 19. století Rudolf Kinský rozšířil rodný palác o sousední domy čp. 605/I a 607/I a podle projektu pražského architekta Josefa Ondřeje Krannera dal přistavět dvorní trakt do Týnské uličky. Dále přikoupil velkostatky Horažďovice a Heřmanův Městec. 

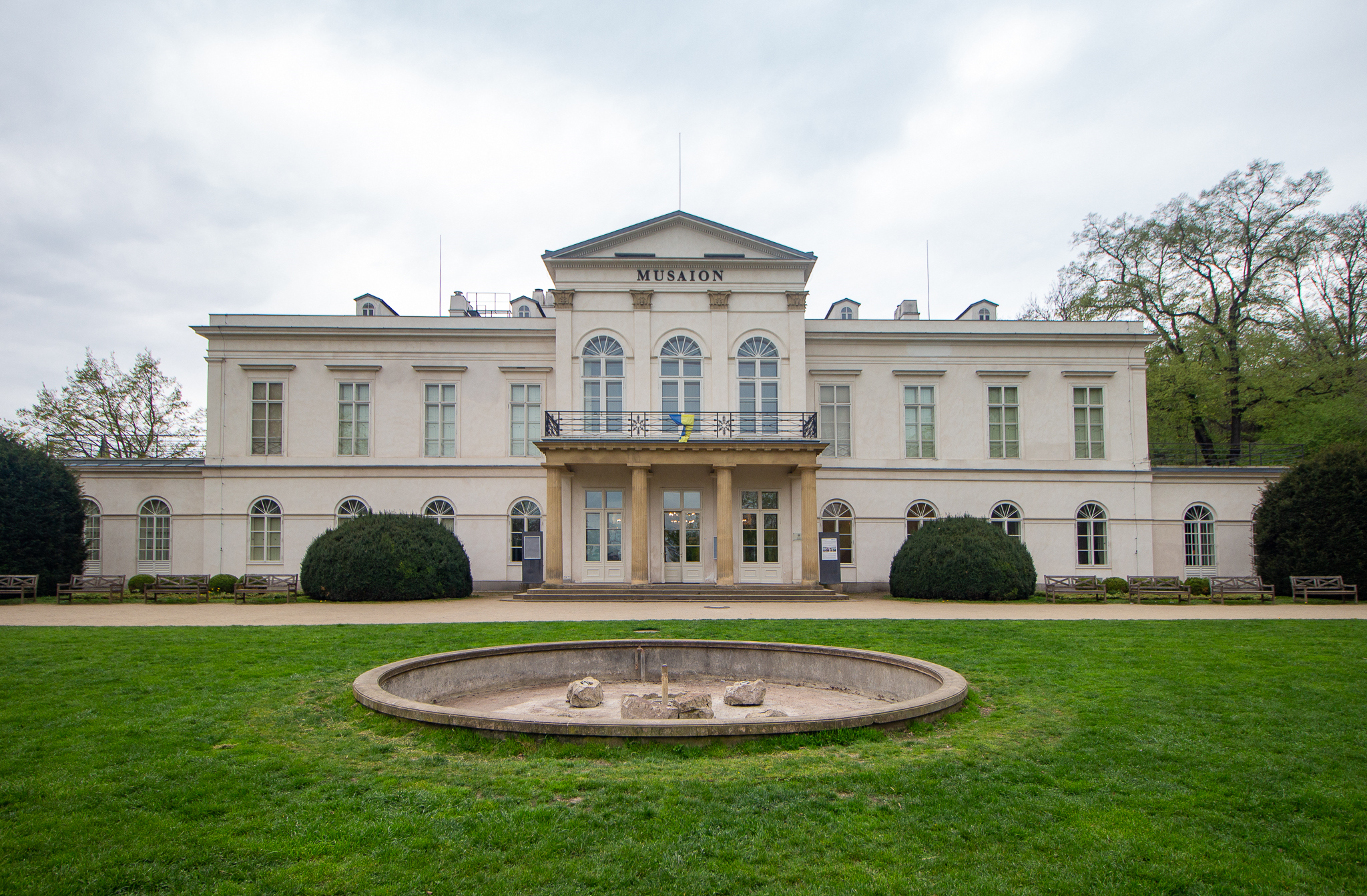
Petřínský letohrádek "Musaion"

Již roku 1830 dal podle návrhu vídeňského architekta Heinricha Kocha zbudovat na jižním svahu Petřína, na místě bývalých vinic a tzv. Vrabcovny, romantickou Kinského zahradu s můstky, jezírkem a potůčky, a dále dvě letní stavby ve stylu klasicismu: horní velký letohrádek Kinských čp. 98 a spodní hospodářský objekt, zvaný dodnes Švýcárna. Témuž architektu zadal projekt rodinné klasicistní hrobky na místě otcovy tragické smrti ve Veltrusích. Od roku 1824 byl Rudolf Kinský také majitelem zámku Choceň, k němuž vdova Vilemína nechala v letech 1849–1850 přistavět nové pseudogotické křídlo a mariánskou kapli, opět podle návrhu knížecího architekta Kocha.
Rudolf svým dokonalým vystupováním a schopnostmi zapůsobil jako úspěšný diplomat ve službách císaře Františka I., především jako císařský tajný rada, komoří a rakouský vyslanec v Turíně a Parmě. Pobýval rovněž v rodovém paláci Kinských ve Vídni na Freyungu. 
Rudolf kníže Kinský z Vchynic a Tetova náhle zemřel v 27. ledna 1836 ve věku pouhých 33 let, poté, co se v kasárnách v Linci se nakazil tyfem. Po slavném pohřbu v Praze dne 2. února roku 1836 bylo jeho tělo převezeno do rodinné hrobky v kostele sv. Isidora v Budenicích.

### Manželství a rodina
Dne 12. května 1825 se Praze v malostranském kostele sv. Mikuláše oženil s hraběnkou Vilemínou Alžbětou z Colloredo-Mansfeldu (20. července 1804 - 3. prosince 1871), dcerou c. k. polního zbrojmistra Jeronýma z Colloredo-Mansfeldu. Hostem na Rudolfově svatbě byl také František Palacký, který pro knížete pracoval jako neplacený rodopisec a později napsal též obdivný nekrolog k jeho náhlému úmrtí.
Manželé během deseti let zplodili pět dcer a jednoho syna. Nejstarší dcera Marie Karolína (1826–1842), druhorozená Anna (1827–1828) ani třetí v pořadí Vilemína Alžběta (1831–1836) se nedožily dospělosti. Vysokého věku se dožila čtvrtá dcera Marie Karolína (1832–1904), provdaná za Theodora Karla z Thun-Hohensteinu do Choltic, a pátá dcera Rudolfina Karolína (1836–1899), dědička slezského panství Velké Heraltice, roku 1859 provdaná za hraběte Františka Bellegarda, nejvyššího hofmistra císařovny Alžběty.
Dědicem pražských nemovitostí, vídeňského paláce a Choceňského panství byl prvorozený a Rudolfův jediný syn, 7. kníže Ferdinand Bonaventura Kinský (1834–1904), který se oženil s Marií Josefou z Lichtenštejna (1835–1905).

## Vyznamenání
Jako rytíř Řádu maltézských rytířů obdržel tato vyznamenání:
- Velkokříž sardinského rádu sv. Mauricia a Lazara
- Konstantinův řád sv. Jiří
- Řád sv. Ludvíka (Hesensko-darmstadtský)